# TDI
TDI (акроним од енгл. turbocharged direct injection — „директно убризгавање са турбо пуњачем”) је робна марка Фолксваген група којим означава путничка и лака теретна возила са турбо дизел мотором.
У почетку, TDI мотори су имали убризгавање на принципу "пумпа-бризгаљка" до 2006.године од када су у употреби искључиво Common Rail варијанте ових мотора. 